# Liúpo (distrito)

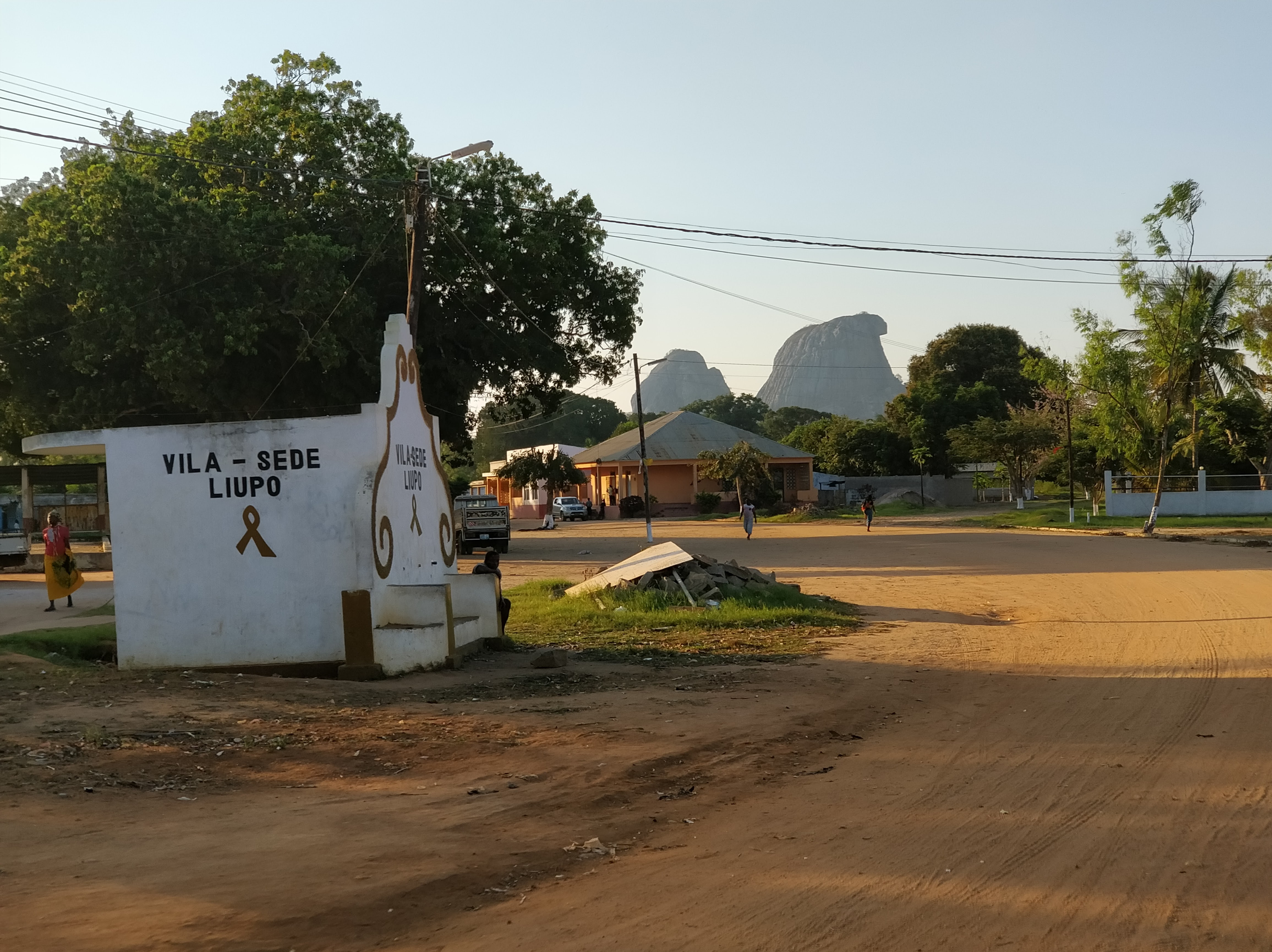
Vista da vila de Liúpo, sede do distrito do mesmo nome

localização do distrito de Liúpo em Moçambique

Liúpo é um distrito da província de Nampula, em Moçambique, com sede na vila de Liúpo. Foi criado com a elevação do posto administrativo de Liúpo a distrito em 2013, a que se juntou o posto administrativo de Quinga, ambos pertencentes anteriormente ao distrito de Mogincual.
Tem limite, a norte e leste com o distrito de Mogincual, a oeste com os distritos de Meconta e Mogovolas, a sul com o distrito de Angoche e a sudeste com o Oceano Índico. De acordo com censo populacional de 2007, o distrito conta com 74 733 habitantes.

## Divisão administrativa
O distrito está dividido em dois postos administrativos, Liúpo e Quinga compostos pelas seguintes localidades:
- Posto Administrativo de Liúpo:
  - Liúpo
  - Mocone
  - Namitanari
- Posto Administrativo de Quinga:
  - Cululo
  - Quinga

As localidades de Mocone, Namitanari e Cululo foram criadas em 2017.